# Sleepaway Camp III: Teenage Wasteland
Sleepaway Camp III: Teenage Wasteland (bra: Acampamento Sinistro 3, Acampamento Sinistro III ou Acampamento Sinistro 2) é um filme de comédia de terror norte-americano de 1989, do subgênero slasher, escrito por Fritz Gordon e dirigido por Michael A. Simpson. É o terceiro filme da franquia Sleepaway Camp e dá continuidade aos eventos de Sleepaway Camp II: Unhappy Campers (1988). Os papéis principais são interpretados por Pamela Springsteen, Tracy Griffith, Mark Oliver e Michael J. Pollard. O enredo se passa um ano após os acontecimentos do filme anterior e centra-se novamente na assassina em série transgênero, Angela, que tem como alvo mais um grupo de adolescentes em outro acampamento de verão.
As filmagens foram realizadas em 1987 em localidades de Atlanta e Waco, na Geórgia, consecutivamente às gravações do segundo filme, usando as mesmas locações, equipe de filmagem e atriz principal (Springsteen). Ambos os filmes tiveram orçamento modesto. Assim como o antecessor, a terceira parte teve recepção em geral negativa da crítica especializada. Um quarto filme, intitulado Sleepaway Camp IV: The Survivor, deveria ser lançado por volta de 1992, mas a produção foi abandonada com menos de quarenta minutos filmados. Return to Sleepaway Camp, uma sequência direta do filme original, foi disponibilizado em 2008.

## Enredo
Um ano após os eventos do filme anterior, Angela mata a jovem Maria enquanto esta se dirige ao acampamento de verão Rolling Hills, reaberto como New Horizons. Herman e Lilly, os novos donos do local, iniciam um projeto de integração entre adolescentes ricos e pobres. Angela se infiltra entre os campistas, assumindo a identidade de Maria. Ao perceber que os atuais adolescentes se comportam pior que os primeiros que cruzaram seu caminho, ela começa uma nova matança.
Os donos do acampamento, os monitores e quase todos os campistas são assassinados. Os únicos a permanecerem vivos são os campistas Tony e Marcia, pois  Angela decide poupá-los por acreditar que eles são os únicos jovens decentes dali e formam um casal apaixonado. A assassina entra num carro para fugir, no entanto, antes que ela possa dar a partida, Marcia a ataca, esfaqueando-a várias vezes. Tony rapidamente puxa Marcia e a leva embora em busca de ajuda.
Após a chegada da polícia, Tony e Marcia são vistos abraçados na segurança de uma viatura. Ele confessa seu amor por ela e se compromete a se mudar para Ohio para que possam se casar, porém, a moça revela que já tem namorado. Enquanto isso, Angela é transportada numa ambulância e dois médicos discutem se devem ou não salvar a vida dela. No momento em que finalmente decidem matá-la com uma injeção letal, ela desperta e usa uma agulha hipodérmica para matá-los.

## Elenco
Na ordem dos créditos finais:
- Pamela Springsteen como Angela
- Tracy Griffith como Marcia
- Michael J. Pollard como Herman
- Mark Oliver como Tony
- Haynes Brooke como Bobby
- Sandra Dorsey como Lily
- Daryl Wilcher como Riff
- Kim Wall como Cindy
- Kyle Holman como Snowboy
- Cliff Brand como Barney
- Kashina Kessler como Maria
- Randi Layne como Tawny
- Chung Yen Tsay como Greg
- Jarret Beal como Peter
- Sonya Maddox como Anita
- Jill Terashita como Arab
- Stacie Lambert como Jan
- Charles Lawlor como Paramédico
- Jerry Griffin como Policial
- Mike Nagel como Motorista da ambulância

## Produção

### Desenvolvimento
Jerry Silva, que trabalhou como coprodutor em Sleepaway Camp (1983), apresentou à produtora Double Helix Films um projeto, há muito planejado, de uma sequência da obra. A empresa não só aceitou a proposta, como também decidiu investir em um terceiro filme, autorizando a produção de dois novos longas-metragens que continuassem a história da assassina Angela. Michael A. Simpson, um cineasta radicado em Atlanta, Geórgia, foi contratado como diretor em meados de 1987 para filmar as duas sequências, a fim de manter os orçamentos de produção em torno de 1 milhão de dólares. Além do diretor, os filmes tiveram os mesmos roteirista, equipe técnica e locações. Em ambos, Pamela Springsteen interpretou Angela. Valerie Hartman, intérprete de Ally no segundo filme, prestou assistência nos bastidores da terceira parte.

### Roteiro
Michael Hitchcock, então funcionário da Double Helix, foi designado para escrever Sleepaway Camp II: Unhappy Campers e Sleepaway Camp III: Teenage Westeland, o que ele fez sob o pseudônimo Fritz Gordon. À época da produção, Simpson indicou que os dois filmes teriam mais humor e seriam "muito diferentes", com Angela "muito mais extrovertida na ‘Parte 3’". Gordon homenageou produções populares ao nomear os personagens do terceiro filme: os adolescentes ricos (Bobby, Cindy, Greg, Jan, Marcia, Peter) têm os nomes retirados da telessérie The Brady Bunch; os pobres (Anita, Arab, Maria, Riff, Snowboy, Tony), do filme West Side Story; e os donos do acampamento (Herman e Lilly), da série de comédia de terror The Munsters. O subtítulo Teenage Wasteland foi extraído dos versos de "Baba O'Riley", da banda The Who, uma das músicas preferidas de Simpson. Assim como no segundo filme, neste também são feitas breves referências a Friday the 13th e A Nightmare on Elm Street.
Sleepaway Camp III foi o primeiro filme da franquia a incorporar temas como classismo e racismo, graças à sua premissa de envolver dois grupos de campistas, um formado por adolescentes em situação de risco e o outro por jovens de classe social mais alta que precisam conviver no mesmo acampamento onde Angela cometeu os assassinatos anteriores. Em contraste com os dois primeiros filmes, o terceiro começa com uma cena ambientada na cidade grande e apresenta uma quantidade menor de cenas noturnas, com a maior parte da ação ocorrendo à luz do dia. Além disso, quando comparado a Sleepaway Camp II: Unhappy Campers, o terceiro longa tem um ritmo menos frenético, apresentando até mesmo alguns momentos introspectivos, como uma cena em que Angela está na cozinha, em silêncio, relembrando o passado.

### Escolha do elenco
Tracy Griffith, irmã de Melanie Griffith e cujos trabalhos anteriores incluíam uma participação na série Guiding Light, inicialmente fez um teste para o papel de Angela e era a primeira escolha dos produtores antes da entrada de Springsteen no projeto. Embora não tenha ficado com o papel central, Tracy impressionou Simpson o suficiente para conseguir o papel da coprotagonista Marcia. Michael J. Pollard, indicado ao Oscar por sua atuação em Bonnie and Clyde (1967), recebeu o papel de Herman, o dono do acampamento experimental situado no local dos massacres anteriores. A maioria dos demais papéis foi desempenhada por atores locais da área de Atlanta, entre eles Mark Oliver. Na época estudante de atuação e funcionário da UPS, ele foi selecionado para interpretar Tony, o protagonista e "único sobrevivente masculino".

### Filmagens
As filmagens de Sleepaway Camp III ocorreram entre 12 e 31 de outubro de 1987, poucos dias após o término das gravações de Sleepaway Camp II. Assim como o segundo filme, o terceiro longa foi quase inteiramente filmado num antigo acampamento de verão da YMCA chamado Camp Waco, situado numa área remota de Atlanta. A primeira cena, em que Angela atropela Maria com um caminhão de lixo, foi filmada no centro de Atlanta. Algumas cenas foram registradas em Waco, Geórgia.
Para economizar o orçamento, o diretor decidiu recorrer a estratégias econômicas como colocar placas feitas com papel sulfite no acampamento e não contratar nenhum figurante, de modo que ao longo do filme não aparece no lugar, por exemplo, nenhum médico, policial ou andarilho. Quase todas as sequências de assassinato sofreram cortes para que a MPAA concedesse ao filme uma classificação R, incluindo a morte de Cindy, em que haveria exposição de massa encefálica, e a de Bobby, que originalmente mostraria o desmembramento dos braços. Algumas dessas filmagens suprimidas foram incluídas nas versões em DVD e Blu-ray.

## Lançamento
Assim como seu antecessor, Sleepaway Camp III: Teenage Wasteland teve um breve lançamento limitado em alguns dos principais mercados dos Estados Unidos. As exibições em cinemas selecionados começaram em 4 de agosto de 1989 e, poucos meses depois, foi iniciada a distribuição em vídeo.

### Mídia doméstica
Sleepaway Camp III foi lançado em VHS nos Estados Unidos pela Nelson Entertainment, por volta de novembro de 1989. O lançamento em DVD ocorreu nos EUA em 2002, tanto em edição simples quanto como parte da caixa coletânea Sleepaway Camp Survival Kit. Ambas as edições foram distribuídas nos EUA pela Anchor Bay Entertainment, que também disponibilizou o título em DVD no Reino Unido em 2004. Sob licença da MGM, a Scream Factory lançou o filme pela primeira vez em Blu-ray em 9 de junho de 2015, junto com Sleepaway Camp II: Unhappy Campers. A partir de 13 de dezembro de 2016, a obra foi liberada para streaming. A distribuidora independente Retrosploitation lançou em 2018 uma nova e limitada edição em VHS, anunciada como a primeira versão a apresentar o filme sem censura.
No Brasil, o longa foi lançado originalmente em VHS pela Vic Home Video no início da década de 1990. Foi o segundo filme da série a chegar ao país, motivo pelo qual recebeu o título Acampamento Sinistro 2, enquanto Sleepaway Camp II foi distribuído como Acampamento Sinistro. Em 2020, houve o lançamento oficial em DVD pelo selo 1Films da Darkflix, em uma caixa coletânea com os três primeiros filmes da franquia, no qual Sleepaway Camp III foi reintitulado como Acampamento Sinistro III.

## Recepção

### Crítica
O AllMovie, em crítica assinada por Fred Beldin, atribuiu à obra a pontuação de uma estrela em cinco possíveis e comentou que "Sleepaway Camp III: Teenage Wasteland é mais barato, mais burro e mais profundamente inútil, a anos-luz de distância da imaginação do primeiro filme e um insulto aos fãs de Sleepaway Camp". No agregador de críticas Rotten Tomatoes, o longa detém apenas 13% de avaliações positivas com base nas opiniões de oito críticos especializados.
A crítica do DVD por William Harrison afirma que o longa "mostra cansaço, apesar de algumas mortes divertidas e outra atuação comprometida de Pamela Springsteen como a assassina transgênero Angela Baker". Ao analisar a edição em Blu-ray, Bryan Kluger descreveu o filme como "bastante divertido", acrescentando que "é mais engraçado que os outros filmes da franquia e, claro, mais sangrento". Gabriel Paixão, do Boca do Inferno, disse que "existem momentos inspirados e divertidos" que causariam o mesmo efeito de Sleepaway Camp II: "quem gostou vai gostar menos, e quem odiou vai continuar com o mesmo sentimento, mas em maior escala".

## Sequência
Em 1992, a Double Helix começou a trabalhar na sequência de Sleepaway Camp III, intitulada Sleepaway Camp IV: The Survivor. No entanto, a empresa faliu em plena produção, que foi abandonada imediatamente com menos de quarenta minutos de filmagens. Estas permaneceram arquivadas até 2002, quando vieram a público numa edição especial da caixa coletânea em DVD Sleepaway Camp Survival Kit. Em 2012, houve o lançamento de uma versão finalizada, reconstruída por meio de filmagens de arquivo dos outros longas da série. Um novo filme, Return to Sleepaway Camp, foi lançado em 2008, como uma sequência direta do Sleepaway Camp original.